# Iviraiva argentina
Espèce
Synonymes
- Tama argentina Mello-Leitão, 1942
- Tama catamarcaensis Carcavallo, 1959
- Tama longipes Carcavallo, 1961

Iviraiva argentina est une espèce d'araignées aranéomorphes de la famille des Hersiliidae. Le nom scientifique de l’espèce a été publié pour la première fois en 1942 par Cândido Firmino de Mello-Leitão.

## Distribution
Cette espèce se rencontre au Brésil, en Bolivie, au Paraguay et en Argentine.

## Description
Les mâles décrits par Rheims et Brescovit en 2004 mesurent de 5,40 à 6,20 mm et les femelles de 6,00 à 8,90 mm.

## Publication originale
- Mello-Leitão, 1942 : Arañas del Chaco y Santiago del Estero. Revista del Museo de La Plata (Nueva Serie, Zoología), vol. 2, no 16, p. 381-426.